# 筑波山地
筑波山地（つくばさんち）は、茨城県の中西部にある山地。筑波山塊（つくばさんかい）ともいう。

## 概要
八溝山地南端に位置し、八郷盆地を取り巻くように標高1,000メートル (m) 未満の低山が山脈状に連なっている。板敷峠を境に八郷盆地の北部から西部そして南部にかけて連なる山列と、北部から東部にかけて連なる山列に大きく区分される。

## 北部 - 西部 - 南部

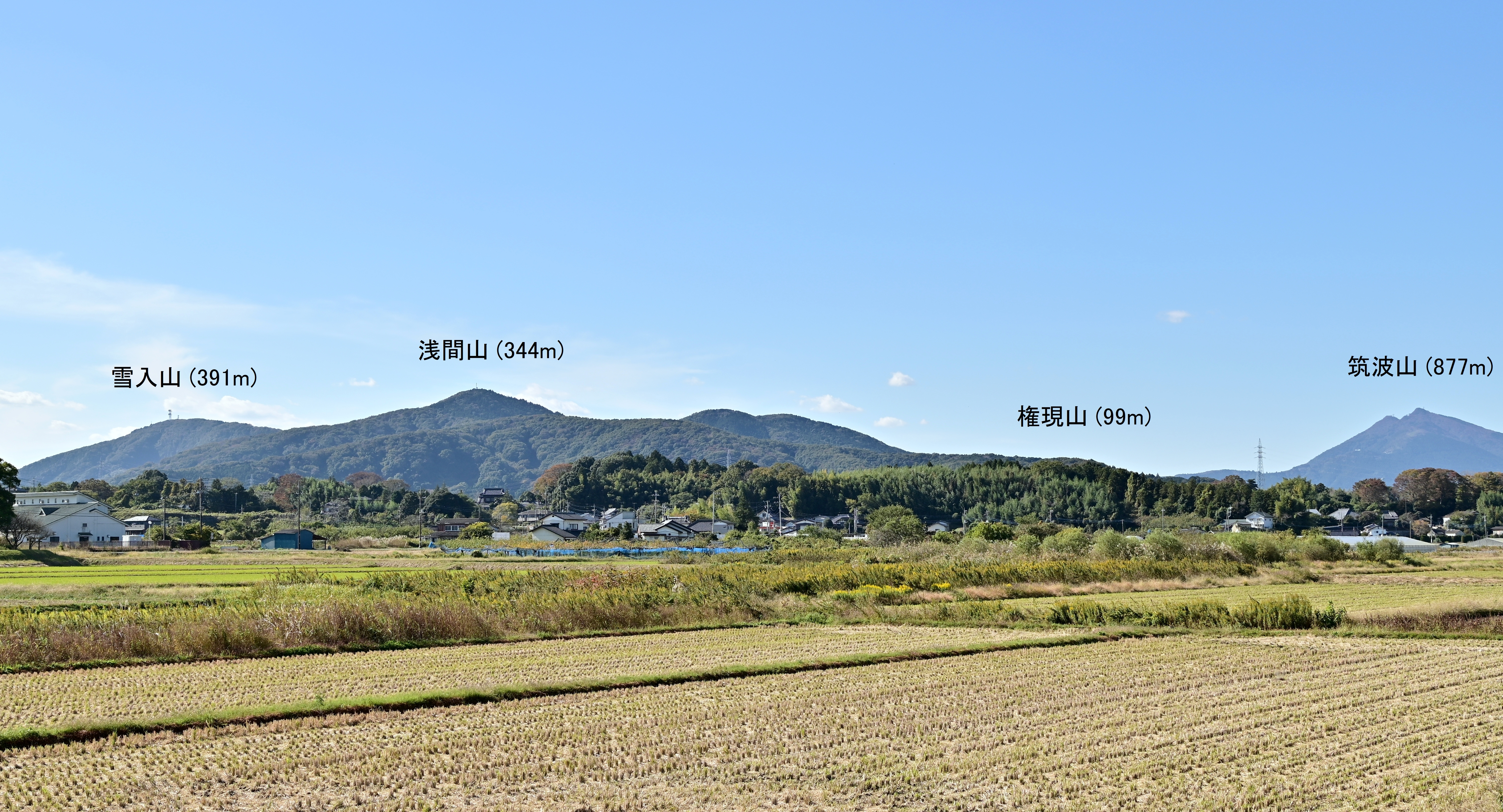
かすみがうら市下志筑から見た筑波山地（2021年11月撮影）

山脈状に山が連なることから特に筑波連山（つくばれんざん）ないし筑波連峰（つくばれんぽう）と呼ばれる。桜川と恋瀬川に挟まれる部分で、八郷盆地の北部から西部そして南部にかけて位置する。石岡市、桜川市、つくば市、土浦市、かすみがうら市の境付近に連なる。標高877 mの筑波山を主峰とする。
最北端の御嶽山から南に延びた山列は、主峰の筑波山を過ぎると南東に向きを変え、深間山付近で更に東へ向きを変えて最東端の権現山に至る。筑波山より北側を「北筑波」あるいは「裏筑波」、南側・南東側を「東筑波」あるいは「表筑波」という。
水郷筑波国定公園に指定されている。
- 御嶽山 230.9 m
- 雨引山 409.3 m
- 燕山 701 m
- 加波山 709 m
- 丸山 576 m
- 足尾山 627.5 m
- きのこ山 527.9 m
- 権現山（真壁富士・山尾山） 396.6 m
- 弁天山 414.4 m
- 峰寺山 379.6 m
- 筑波山 877 m
- 深間山 450 m
- 宝篋山（小田山） 461 m
- 鬼越山 372.3 m
- 小町山 361 m
- 朝日山 301.8 m
- 雪入山 391 m
- 青木葉山 275 m
- 浅間山 344.6 m
- 閑居山 227 m
- 権現山 99.5 m

など。

## 北部 - 東部
八郷盆地の北部から東部にかけて位置し、板敷峠より東側の石岡市、桜川市、笠間市の境付近に連なる。吾国愛宕県立自然公園に指定されている。
- 板敷山 130 m
- 大覚山 304 m
- 吾国山 518 m
- 難台山 553 m
- 大福山 452 m
- 団子山 432 m
- 愛宕山 305 m
- 鐘転山 218 m

など。

## その他の山
- 富士山（柿岡富士・八郷富士） 152 m
- 羽田山 170.3 m

## 峠
- 一本杉峠 430 m
- 上曽峠 320 m
- 湯袋峠 250 m
- 風返峠 412 m
- 不動峠 294 m
- 旧朝日峠（小野越峠） 262 m
- 朝日峠 282 m
- 青木葉峠 265 m
- 元青木葉峠 255 m
- 板敷峠 90 m
- 旧板敷峠 112 m
- 道祖神峠 310 m
- 団子石峠 298 m
- 厚茂峠 117 m

## 道路
- 筑波パープルライン（茨城県道236号筑波公園永井線）
  - 筑波スカイライン
  - 表筑波スカイライン
- 北筑波稜線林道
- フルーツライン
- 朝日トンネル
- 上曽トンネル